# Lần theo dấu vết
Lần theo dấu vết (tựa gốc tiếng Anh: Prisoners) là một bộ phim giật gân năm 2013 của Mỹ do Denis Villeneuve đạo diễn và Aaron Guzikowski viết kịch bản. Dàn diễn viên của bộ phim bao gồm Hugh Jackman, Jake Gyllenhaal, Viola Davis, Maria Bello, Terrence Howard, Melissa Leo và Paul Dano. Đây là phim điện ảnh tiếng Anh đầu tiên của Villeneuve.
Bộ phim xoay quanh vụ án hai cô bé mất tích bí ẩn ở Pennsylvania cũng như cuộc truy tìm kẻ bắt cóc của cảnh sát. Sau khi cảnh sát bắt giữ một nghi can trẻ nhưng sớm thả anh ta vì không có bằng chứng, người cha của một trong hai cô bé mất tích đã bắt cóc nghi can này để thẩm vấn và tra tấn. Lần theo dấu vết đạt được thành công cả về mặt thương mại lẫn chuyên môn, mang về tổng doanh thu 122 triệu USD trên toàn thế giới. Ủy ban Quốc gia về Phê bình Điện ảnh lựa chọn bộ phim là một trong mười tác phẩm hay nhất năm 2013, còn tại lễ trao giải Oscar lần thứ 86, tác phẩm được đề cử cho giải Quay phim xuất sắc nhất.